# Azteca Estudios
Azteca Estudios (anteriormente conocida como Azteca Digital de 1996 a 2003 y TV Azteca Novelas de 2003 a 2021) es una productora audiovisual mexicana y unidad de producción de TV Azteca —propiedad de Grupo Salinas—, fundada en 1996 por los productores Elisa Salinas y Juan David Burns en la cual se enfoca en la realización y producción de ficción —en especial, telenovelas y series de televisión—.

## Historia
En 1993, tras la privatización de Imevisión y su venta al empresario Ricardo Salinas Pliego, los Estudios América se incluyeron dentro del mismo «paquete de medios», en la cual también se incluyó a Compañía Operadora de Teatros S.A y una cadena de salas cinematográficas. En 1995, TV Azteca lanza su primera telenovela Con toda el alma, a raíz de una sociedad iniciada por Ricardo Salinas Pliego, Elisa Salinas y Juan David Burns.
No obstante, en 1996, después de finalizar Con toda el alma, nace Azteca Digital de la mano de Juan David Burns, Elisa y Ricardo Salinas; utilizando la infraestructura existente de lo que fue Estudios América, su primera producción como productora fue la telenovela Nada personal, de Epigmenio Ibarra con Argos Comunicación como socia coproductora. Como socios coproductores con Azteca Digital en sus inicios, fueron Argos Comunicación —hasta 2001—, y ZUBA Producciones de los actores Christian Bach y Humberto Zurita —hasta 2002—. En el 2000, Elisa creó la popular y exitosa serie de antología, Lo que callamos las mujeres, con 2777 episodios emitidos hasta 2017, con 17 años al aire.
En 2003, Elisa Salinas deja la dirección general de Azteca Digital, al ser ascendida como directora general de la estación KAZA-TV Canal 54 de Azteca América; Martín Luna entra como su sucesor y renombrando la filial como TV Azteca Novelas —o simplemente Azteca Novelas—. Durante la gestión de Luna, se realizaron producciones con éxito en audiencia, entre ellos destacan: Los Sánchez y Amor en custodia, la realización de películas para televisión y la producción de la primera telenovela en alta definición Amores cruzados, junto con la televisora colombiana Caracol Televisión. En 2006, se vuelve a firmar un acuerdo de producción con Argos Comunicación de Epigmenio Ibarra, para la producción de algunas telenovelas, entre ellas destacan: Mientras haya vida, Vivir sin ti y Deseo prohibido.
En 2008, Martín Luna deja Azteca Novelas y como reemplazo, el ejecutivo Mario San Román toma el cargo como el director general tanto de Azteca Novelas como de Azteca Trece hasta 2012, que de nueva cuenta Elisa Salinas, retoma la dirección general de novelas.
Una vez más, en mayo de 2009, se anuncia el fin de la segunda alianza de coproducción de Argos Comunicación con Azteca Novelas, debido a los malos resultados obtenidos en audiencia.
Como parte de la reestructuración que TV Azteca tuvo en 2015, tras el ascenso de Benjamín Salinas Sada como CEO de la televisora, en 2016 se integra el exvicepresidente ejecutivo de producción de Telemundo Global Studios, Joshua Mintz, para tomar el cargo que tenía Elisa Salinas como directora general de Azteca Novelas, ahora el como presidente adjunto y director de ficción de TV Azteca, para reforzar el diseño estratégico y contribuir con la visión de largo plazo de la televisora, además de ser parte de su proceso de reinvención. También, la ex-productora general de Argos Comunicación, Ana Celia Urquidi, se une como mano derecha de Mintz, encargándose de la coordinación de talento
Durante la gestión de Mintz y Urquidi, se llevó la alianza de producción con Sony Pictures Televisión Latinoamérica / Teleset, y 11:11 Films para la producción de telenovelas y series de televisión, la producción ejecutiva a cargo de las producciones Las Malcriadas, Educando a Nina y Desaparecida, y la supervisión general de otros proyectos. Sin embargo, en mayo de 2018, se anuncia la salida de Joshua Mintz y Ana Celia Urquidi de TV Azteca, tras la apuesta de la televisora por los formatos de reality shows y la transformación de Azteca Uno en un canal 100% en vivo, cerrando completamente el área dramática.
Sin embargo, el 16 de febrero de 2021, Grupo Salinas y la V.P. ejecutiva de TV Azteca Internacional Patricia Jasin, anuncia el lanzamiento de Azteca Estudios, con la infraestructura y esencia de lo que fue TV Azteca Novelas, la cual esta para servir principalmente la alta demanda de producción en la Ciudad de México, no solo para TV Azteca como principal cliente para producción interna, sino para otras compañías productoras que carecen de infraestructura. Dicho complejo de producción se rehabilitó para ser usado con todas las medidas correspondientes de bioseguridad, ante la pandemia de COVID-19 en México. El 1 de diciembre de 2021, se anuncia la salida de Patricia Jasin para enfocarse en futuros proyectos fuera de Grupo Salinas, no obstante, el 17 de diciembre se anuncia la incorporación de Guillermo Wilkins González como el nuevo director general de Azteca Estudios.